# Orlovice
Orlovice (deutsch Orlowitz) ist eine Gemeinde in Tschechien. Sie liegt neun Kilometer südöstlich von Vyškov und gehört zum Okres Vyškov.

## Geographie
Orlovice befindet sich in der Orlovická pahorkatina, den nördlichen Ausläufern der Litenčické vrchy. Der um einen dreieckigen Dorfanger angelegte Ort liegt in der Talmulde des Baches Medlovický potok bzw. Lysý potok. Östlich erhebt sich der Štumberk (Stubenberg, 412 m), im Südosten die Lopata (429 m) und westlich die Lysá hora (361 m).
Nachbarorte sind Moravské Málkovice im Norden, Švábenice, Dětkovice und Pačlavice im Nordosten, Zdravá Voda, Lhota,  Boří za Zdravou Vodou und Švábko im Osten, Nítkovice im Südosten, Zdravá Voda und Chvalkovice, Nové Hvězdlice und Staré Hvězdlice im Süden, Pavlovice und Bohdalice im Südwesten, Manerov und Vážany im Westen sowie Moravské Prusy und Boškůvky im Nordwesten.

## Geschichte

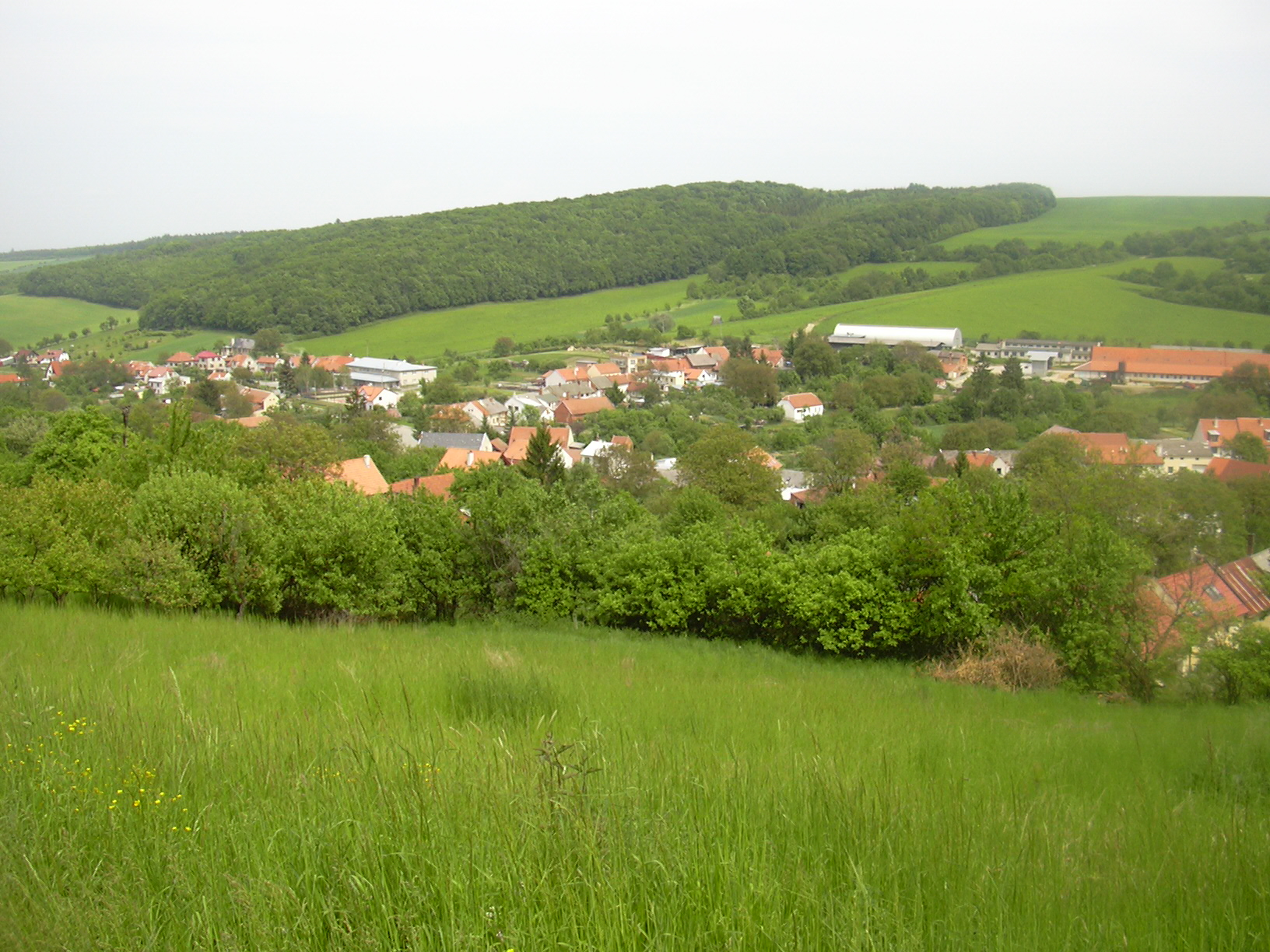
Ortsansicht

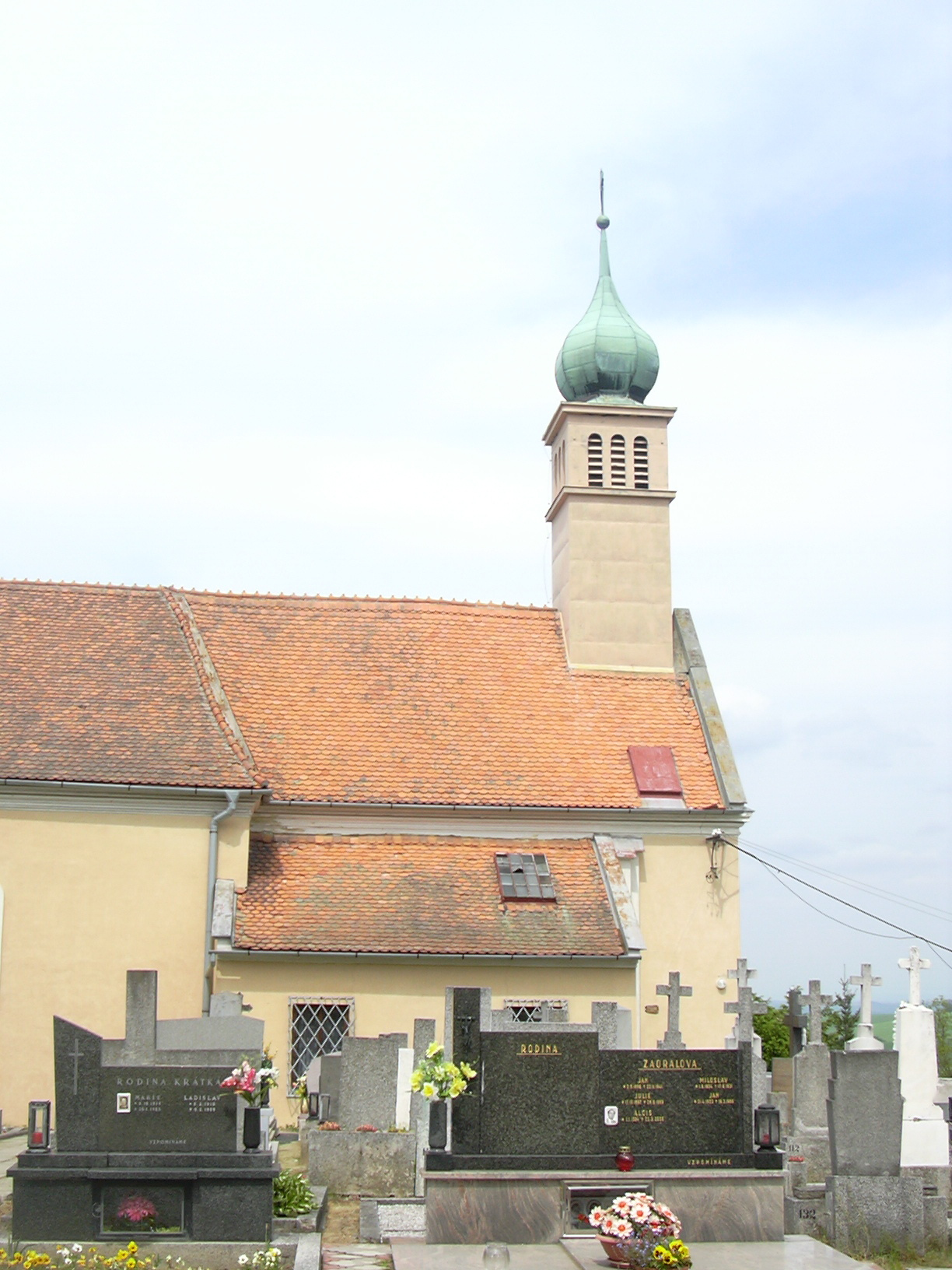
Kirche des hl. Wenzel

Archäologische Funde weisen eine Besiedlung der Gegend seit der Jungsteinzeit nach. Spätestens seit der Zeit zwischen 800 und 850 bestand in Orlovice ein Magnatensitz und eine Kirche. Alten Überlieferungen zufolge soll um 1050 ein böhmischer Fürst und Gefolgsmann der Přemysliden den Gau Orlovice erhalten haben und zu dieser Zeit auch die St. Wenzels-Kirche geweiht worden sein. Im Jahre 1120 sollen die Güter an einen markgräflichen Vasallen namens Bavor verliehen worden sein, der als Stammvater des Geschlechts der Bavor von Orlowitz angesehen wird. Aus dieser Familie entstammt der erste urkundliche Besitzer, der seit 1146 nachweisbare Comes Bavor von Orlow. Ihm folgte 1167 sein Neffe Dluhomil. Im Jahre 1173 überließen Dluhomils Söhne, Trojan und Vojslav Bavor von Orlow ihre Güter dem Johanniterorden in Eiwanowitz. Der Orden errichtete auf der Burg Orlow eine Kommende und baute diese zur bedeutendsten in Mähren aus. Als Komture sind 1328 Bertold von Salza, zwischen 1360 und 1362 Radslav Řemdih Eringius von Malešov und im Jahre 1392 der Großprior Hereš von Zvířetice, der zugleich auch als Statthalter der Johanniter in Mähren fungierte, nachweisbar. Der Untergang der Kommende Orlow nach der Zerstörung der Burg durch die Hussiten hatte zur Folge, dass Kaiser Sigismund zwischen 1420 und 1425 die Güter in Beschlag nahm. 1425 verpfändete er sie an Hašek von Waldstein, ihm folgte bis 1445 Mikuláš von Vojslavice. Danach löste der Orden das Pfand ein. Nach dem Untergang der Burg entstand in Malkowitz eine Feste. 1446 verpfändeten die Johanniter Orlowitz an den Brünner Patrizier Kunigsfelder die Güter. Im Jahre 1456 erhielt Hanuš Ryšan von Modřice das Pfand. Nachfolgend wurde das Pfand in rascher Folge an weitergereicht, letzter Pfandbesitzer war zwischen 1483 und 1489 Mikuláš von Klokočná. Am 13. Januar 1490 überschrieben der Großprior Johann von Schwanberg und der Johanniterkonvent Strakonice Herrschaft Eiwanowitz-Orlowitz mit der wüsten Burg Orlov, dem Städtchen Eiwanowitz, den Dörfern Orlowitz, Hoštice, Medlovice und Malkovice sowie den Höfen Malkovice, Medlovice und Eiwanowitz in der Landtafel dem Administrator des Bistums Olmütz, Johann Filipec. Dieser überließ die Güter 1492 seinem Neffen Johann von Kunowitz. Nach dem Untergang der Burg entstand in Malkowitz eine Feste. 1503 erwarb Heinrich Kropáč von Nevědomí die Herrschaft und ließ in Eiwanowitz eine Wasserfeste als neuen Herrschaftssitz errichten. Nachdem Bohuš Kropáč 1536 ohne männliche Nachkommen verstorben war, erfolgte eine Erbteilung. Seine Tochter Katharina und der Schwiegersohn Prokop Podstatský z Prusinovic erhielten dabei die halbe Feste und das Städtchen Eiwanowitz, die Tochter Veronika und ihr Mann Peter Praschma von Belkow die Eiwanowitzer Vorstadt Franštát, die Tochter Anna die wüste Burg Orlov mit den Dörfern Orlovice und Malkovice; die andere Hälfte der Feste fiel der Tochter Ludmila und deren Mann Beneš Praschma zu. Beneš kaufte 1539 den Anteil Katharinas auf. Georg der Jüngere von Zástřizl, der seit 1548 gemeinsam mit seiner Frau Anna Kropáčka von Nevidomí Besitzer der Orlover Güter geworden war, erwarb 1555 von Peter Beneš Praschma noch das Dorf Medlovice einschließlich der Mühle. Peter Praschma vermachte die Güter in Malkowitz und Orlowitz 1578 an Heinrich Pšovlcký von Mukodel. Die Pfarre in Orlowitz erlosch während des Dreißigjährigen Krieges, im Jahre 1640 wurde das Dorf zusammen mit Malkowitz nach Mährisch Pruss eingepfarrt. Im Jahre 1784 entstand in Orlowitz wieder eine Lokalie und die neue Kirche errichtet. Orlowitz blieb bis zur Mitte des 19. Jahrhunderts immer nach Malkowitz untertänig.
Nach der Aufhebung der Patrimonialherrschaften bildete Orlovice/Orlowitz ab 1850 eine Gemeinde in der Bezirkshauptmannschaft Wischau. 1859 wurde die Lokalie Orlovice zur Pfarre erhoben. Im Jahre 1930 hatte die Gemeinde 579 Einwohner, die mit einer Ausnahme alle der tschechischen Volksgruppe angehörten. 535 der Einwohner waren Katholiken und 42 gehörten der Tschechoslowakischen Hussitischen Kirche an. 1960 lebten in Orlovice 533 Personen. Seit 2002 führt die Gemeinde ein Wappen und Banner.

## Gemeindegliederung
Für die Gemeinde Orlovice sind keine Ortsteile ausgewiesen.

## Sehenswürdigkeiten
- Kirche des hl. Wenzel, am Fuße der Burg Orlov, errichtet 1785 anstelle eines Vorgängerbaus
- Reste der Burg Orlov, westlich über dem Dorf. Die Anlage entstand wahrscheinlich in der ersten Hälfte des 9. Jahrhunderts. Vor 1200 erfolgte der Ausbau der Burg zu einem repräsentativen Sitz der Johanniterkommende Orlow. Die Burg wurde zu Beginn der Hussitenkriege zerstört.
- Naturdenkmale Nad Medlovickým potokem und Roznitál, nördlich des Dorfes